# Григорово (сельское поселение Селковское)
Григорово — деревня в Сергиево-Посадском районе Московской области России, входит в состав сельского поселения Селковского.

## Население
| 1835 | 1850 | 1857 | 1859 | 1895 | 1905 | 1926 | 2002 |
| ---- | ---- | ---- | ---- | ---- | ---- | ---- | ---- |
| 48   | ↗51  | ↗74  | ↗78  | ↘51  | ↗66  | ↗141 | ↘4   |
| 2006 | 2010 |      |      |      |      |      |      |
| ↗7   | ↘5   |      |      |      |      |      |      |

## География
Деревня Григорово расположена на севере Московской области, в северо-восточной части Сергиево-Посадского района, примерно в 81 км к северу от Московской кольцевой автодороги и 29 км к северу от станции Сергиев Посад Ярославского направления Московской железной дороги.
В 14 км юго-восточнее деревни проходит Ярославское шоссе М8, в 21 км к югу — Московское большое кольцо А108, в 4 км к западу — автодорога Р104. Ближайшие населённые пункты — деревни Климово, Малинки, Новая Шурма и Трёхселище.
К деревне приписаны два садоводческих товарищества (СНТ).

## История
В «Списке населённых мест» 1862 года — владельческая деревня 2-го стана Переяславского уезда Владимирской губернии по правую сторону Углицкого просёлочного тракта от границы Александровского уезда к Калязинскому, в 51 версте от уездного города и становой квартиры, при безымянном ручье, с 10 дворами и 78 жителями (34 мужчины, 44 женщины).
По данным на 1895 год — деревня Хребтовской волости Переяславского уезда с 51 жителем (22 мужчины, 29 женщин). Основными промыслами населения являлись возка лесного материала из соседних лесных дач в Сергиевский посад и пилка дров, 6 человек уезжало в качестве фабричных рабочих на отхожий промысел в Москву и уезды.
По материалам Всесоюзной переписи населения 1926 года — деревня Малинковского сельсовета Хребтовской волости Сергиевского уезда Московской губернии в 8,5 км от Угличско-Сергиевского шоссе и 38,4 км от станции Сергиево Северной железной дороги; проживал 141 человек (76 мужчин, 65 женщин), насчитывалось 27 хозяйств (26 крестьянских).
С 1929 года — населённый пункт Московской области в составе:
- Трёхселищенского сельсовета Константиновского района (1929—1939)[14],
- Новошурмовского сельсовета Константиновского района (1939—1957)[15],
- Новошурмовского сельсовета Загорского района (1957—1959)[16],
- Торгашинского сельсовета Загорского района (1959—1963, 1965—1991)[17][18],
- Торгашинского сельсовета Мытищинского укрупнённого сельского района (1963—1965)[19][18],
- Торгашинского (до 09.01.1991) и Селковского сельсоветов Сергиево-Посадского района (1991—1994)[18],
- Селковского сельского округа Сергиево-Посадского района (1994—2006)[20],
- сельского поселения Селковского Сергиево-Посадского района (2006 — н. в.)[21][22].